# Пушистый вояж
Пушистый вояж (англ. Gracie and Pedro: Pets to the Rescue) — американский мультфильм 2024 года режиссёров Кевина Донована и Готфрида Рудта.
В России мультфильм вышел 23 мая 2024 года.

## Сюжет
Двое домашних питомцев, собачка Грейси и кот Педро, теряют своих хозяев во время переезда. Они оказываются в незнакомом и опасном мире, где им предстоит бороться за выживание. В поисках дороги домой им придется преодолеть множество препятствий, а также справиться с разногласиями и непониманием друг друга. Только совместными усилиями и дружбой они смогут найти дорогу обратно к своей семье.

## Роли озвучивали
| Персонаж     | Актёр               | Русский дубляж    |
| ------------ | ------------------- | ----------------- |
| Педро        | Кори Дориан         | Артём Затиев      |
| Грейси       | Сара Клер Алан      | Юлия Горохова     |
| Лоуренс      | Дэнни Трехо         | Артур Иванов      |
| Конрад       | Билл Найи           | Александр Груздев |
| Шейдс        | Сьюзен Сарандон     | Ольга Кузнецова   |
| Сисси-Крисси | Алисия Сильверстоун | Наталья Штин      |
| Уиллоу       | Брук Шилдс          | Ирина Киреева     |
| Грэмпс       | Эл Фрэнкен          | Олег Зима         |
| Софи         | Бьянка Алонги       | Анжелика Автаева  |
| Шерлок       | Майк Надаевский     | Илья Бледный      |

## Отзывы и оценки
Кэтрин Брей из «The Guardian» дала мультфильму оценку 1 из 5, написав: «дешёвая на вид компьютерная анимация не имеет никакого очарования, а дизайн персонажей вносит вклад в впечатление, что этот безвкусный мультфильм был сделан почти только для того, чтобы вытянуть деньги из рук уставших родителей».
Вика Данилова из «Триколор» писала: «Главной удачей можно смело назвать образы главных героев. Аниматоры очень точно передали характеры персонажей через их внешний облик. Педро — нагловатый хулиган, который не боится испачкать лапы и никак не желает «одомашниваться» и приучаться к хорошим манерам. Да, он дерзкий, но в некоторые моменты ужасно милый. Педро любит, когда ему чешут спинку и просто обожает играть с верёвочками. Грейси — королева, рождённая для того, чтобы радовать окружающих своей элегантной красотой. Она во всём придерживается правил приличия: аккуратно ест, знает все команды и не может себе позволить даже слегка «куснуть» кого-то. Но при этом всё же и в ней просыпается иногда дикая натура, и Грейси в такие минуты не прочь погоняться за мячом наперегонки с Педро».
На сайте «Кинопоиск» мультфильм имеет рейтинг 7.5 из 10, а на «Internet Movie Database» — 6.8 из 10.